# Língua oluta popoluca
Oluta Popoluca também chamada Olutec é uma língua Mixe–Zoque  é uma língua praticamente extinta do ramo das Mixeanas falada por somente por idosos em na  cidade de Oluta ino sul de Veracruz, México.
77 pessoas se auto-identificavam como falantes Oluteco no censo de 2020, mas uma contagem publicada em 2018 encontrara apenas um falante da língua.

## Escrita
A língua utiliza o alfabeto latino sem as letras K, X, Z. Usam-se também as 5 vogais duplas, sublinhadas, seguidas de apóstrofo; Ch, Ts, ?.

## Fonologia
|           |            | Labial | Alveolar | Palatal | Velar | Glotal |
| --------- | ---------- | ------ | -------- | ------- | ----- | ------ |
| Nasal     | Nasal      | m      | n        | ɲ       | ŋ     |        |
| Plosiva   | surda      | p      | t        | c       | k     | ʔ      |
| Plosiva   | sonorad    | b      | d        | ɟ       | ɡ     | ʔ      |
| Africada  | Africada   |        | ts       | tʃ      |       |        |
| Fricativa | Fricativa  | f      | s        | ʃ       | x     | h      |
| Rótica    | vibrante   |        | r        |         |       |        |
| Rótica    | vibrante I |        | ɾ        |         |       |        |
| Lateral   | Lateral    |        | l        |         |       |        |
| Semivogal | Semivogal  | w      |          | j       |       |        |

As vogais são /a/, /e/, /i/, /o/, /u/, /ʉ/.